# 1990 au Maroc
Chronologie du Maroc
- 1986
- 1987
- 1988
- 1989
- 1990
- 1991
- 1992
- 1993
- 1994

Cet article présente les faits marquants de l'année 1990 au Maroc ou relatifs au Maroc.

## Événements
- 14, 15 et 16 décembre : un mot d'ordre de grève générale est lancé par la CDT et l'UGTM, résultat : des émeutes populaires, avec un "pic" à Fès, et l'armée tire dans le tas[1]. Le bilan officiel annonce cinq tués tous à Fès, mais l'opposition soulève le nombre des victimes à quarante-neuf[2].

## Sports
- Le Tournoi de tennis du Maroc (ATP 1990) 1990 s'est déroulé du 5 au 11 mars sur terre battue.
- Les Championnats d'Afrique de lutte 1990 se déroulent en juin 1990 à Casablanca, au Maroc[3]. Seules des épreuves masculines de lutte libre et de lutte gréco-romaine sont disputées.
- La Coupe du Maroc de football 1989-1990 est la trente-quatrième édition de la compétition.
- La Coupe du Maroc de football 1990-1991 est la trente-cinquième édition de la compétition.

## Culture
- Les Cavaliers de la gloire (La batalla de los Tres Reyes) est un film principalement espagnol de Souheil Ben Barka et Outchkoune Nazarov (ru), sorti sur les écrans en 1990.